# Botho Jung (Moderator)
Botho Jung (* 16. Juli 1927 in Zwingenberg; † 18. April 2014 in Frankfurt am Main) war ein deutscher Fernseh- und Hörfunkmoderator beim Hessischen Rundfunk. 

## Leben
Jung nahm zunächst ein Philosophie- und Medizinstudium auf, welches er jedoch abbrach. Nach dem Ende des Zweiten Weltkriegs wurde er Sprecher bei Radio Frankfurt, dem Vorgänger des Hessischen Rundfunks, wo er täglich in der Sendung Heiner und Phillip auftrat, die als Für Stadt und Land zu einer der langlebigsten Unterhaltungssendungen des Senders wurde. Bis Mitte der 1950er-Jahre war Botho Jung daraufhin beim Hessischen Rundfunk in den verschiedensten Genres tätig. Er sprach die Nachrichten und moderierte Politik-, Musik-, Hörspiel- und Wirtschaftssendungen. 1954 wurde ihm wegen angeblicher Disziplinlosigkeit gekündigt, im darauf folgenden Prozess vor dem Arbeitsgericht wurde der HR jedoch zur Wiedereinstellung von Jung verurteilt. 
Zwischen 1959 und 1963 war Jung als Auslandskorrespondent in den Vereinigten Staaten tätig. Nach seiner Rückkehr wurde er neben seiner Radiotätigkeit auch als Moderator im Hessischen Fernsehen eingesetzt.
1975 wurde Jung Mitgesellschafter der Spielbank Bad Homburg, 2003 übernahm er ein Hotel im Rheingau, welches er später an einen internationalen Hotelkonzern weiterverkaufte. Er besaß ein Weingut im Rheingau. Jung war verheiratet und hatte zwei Töchter.